# رواية إنجيلية شفاهية

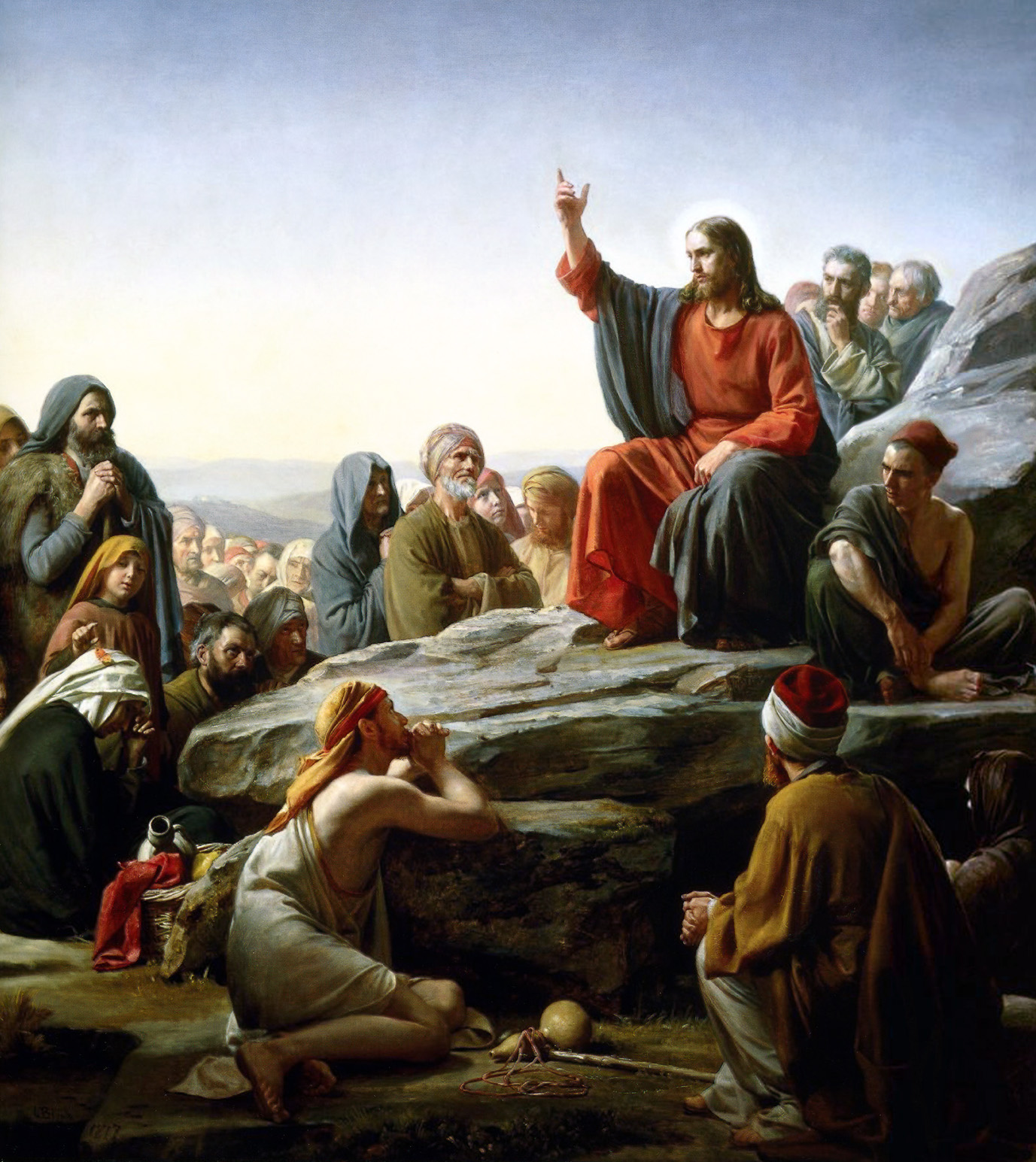
الموعظة على الجبل لكارل بلوخ – يسوع ينشر رسالته شفاهة

الروايات الإنجيلية الشفاهية هي موروث ثقافي مُتناقل من جيل إلى الذي يليه شفاهةً، وهو الأساس الذي قامت عليه الأناجيل المكتوبة. يشمل هذا التراث الشفهي عدة أنواع من الروايات حول يسوع. على سبيل المثال، القصص التي تناقل الناس حول شفاء يسوع للمرضى، ومجادلته لخصومه. تشمل الروايات أيضًا المقولات المنسوبة ليسوع، كالأمثال والتعاليم حول عدة مواضيع، والتي كوّنت مع غيرها من المقولات الروايات الإنجيلية الشفاهية.